# 斑驢
斑驢（学名：Equus quagga quagga、/ˈkwɑːxɑː/或/ˈkwæɡə/）又名拟斑马，是南部非洲一种已灭绝的动物，前半身像斑马、后半身像马，是平原斑马的亚种之一，于19世纪后期灭绝。它曾长期被认为是一个独立的物种，但遗传的研究表明它是平原斑马最南端的亚种，与布氏斑马（E . q. burchellii）的亲缘关系最近。它的种小名取自它的叫声——近似“呱哈哈”一样的发音。
斑驴身长257厘米（8英尺5英寸），高125-135厘米（4英尺1英寸-4英尺5英寸）。与其他斑马的区别在于由其特殊的毛色，主要由褐色和白色条纹图案所构成，分布在主体的前部。背面呈黄褐色，无条纹。条纹分布样式的因不同个体而有较大的差异。人类对斑驴的习性所知不多，但一般相信一个群落可由30到50只斑驴组成。一般上，斑驴被认为是野性难驯，但相对而言又比布氏斑马温驯。南非的开普省卡鲁和奥兰治自由邦是已知曾经拥有大批斑驴分布的地区。
在荷兰人殖民南非以后，斑驴开始遭到严重猎杀，因为它会与草食家畜竞争草地。虽然一些斑驴被带到欧洲的动物园，但是育种计划均告失败。1878年，最后一只野生的斑驴在奥兰治自由邦野外灭绝。1883年8月12日，最后一只圈养的斑驴也在阿姆斯特丹死去，现在只有一只斑驴生前的照片和23张皮毛存世。在1984年，斑驴是第一种DNA序列被完整分析出来的绝种动物，而“斑驴计划”正在通过人工选育斑驴，试图還原斑驴样式。斑驴利用人工选殖，自1980年代开始试图将一百年前灭绝的斑驴（平原斑驴的亚种）从平原斑马中重新育种出来，至2013年已经繁殖到第五代，个体带有斑驴的特征。
2020年4月13日，根據CNN報導，肯亞休魯山國家公園（Chyulu Hills National Park）近期發現母斑馬旁出現了一頭有著四條黑白條紋腿，上半身卻呈現土黃色的奇特生物。雖然外觀與斑驢極為接近，但卻與斑驢無關。其實是園區內的公驢子和母斑馬生下的混血後代。

## 分類
歷史上曾有說法認為，「quagga」這個名稱源自科伊科伊人語中表示斑馬}的詞（參見茨瓦語斑馬）），因此屬於一種擬聲詞，與斑驢的叫聲相似，被不同地轉寫為「kwa-ha-ha」、「kwahaah」或「oug-ga」。 這個名稱至今在口語中仍用來指稱平原斑馬。

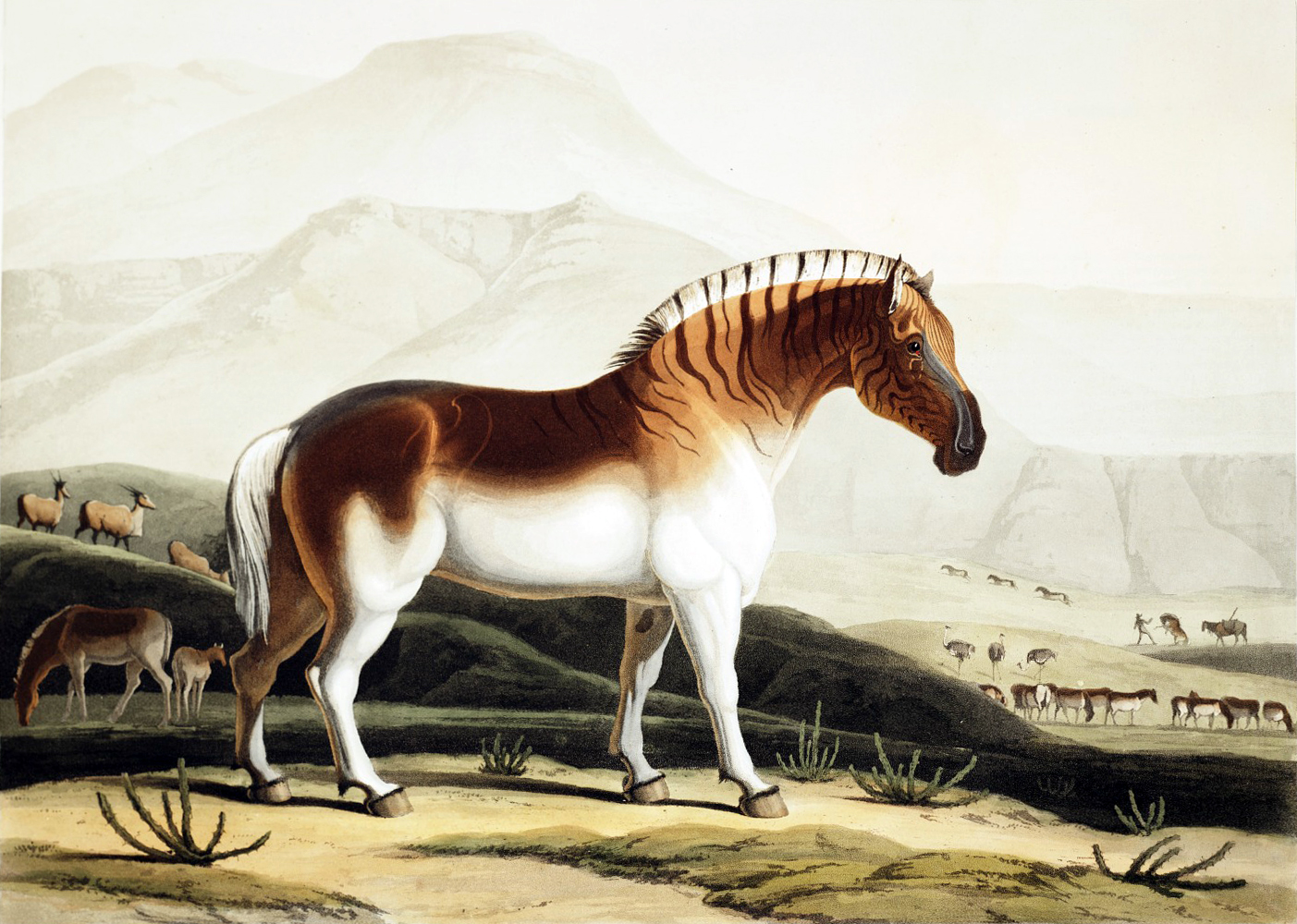
1804年由薩繆爾·丹尼爾繪製的插圖，成為假定的亞種E. q. danielli的依據。

1778年，荷蘭博物學家彼得·博達特首次將斑驢歸類為一個獨立的物種平原斑馬。 傳統上，斑驢與其他平原斑馬及山斑馬被歸入亞屬馬斑屬。 關於斑驢與平原斑馬的分類地位，長期以來存在許多爭論。英國動物學家雷金納德·伊尼斯·波考克在1902年可能是第一位提出斑驢為平原斑馬亞種的人。由於斑驢在科學上比平原斑馬更早被描述並命名，在此分類下，斑驢的三名法學名為E. quagga quagga，而平原斑馬的其他亞種也被歸入E. quagga之下。
歷史上，斑驢的分類更加複雜，因為滅絕的布氏斑馬最南端族群（Equus quagga burchellii，舊稱Equus burchellii burchellii）曾被視為獨立亞種（有時甚至被認為是獨立物種E. burchellii）。現存的北方族群「達馬拉斑馬」後被命名為Equus quagga antiquorum，後來人們發現它們屬於同一類群，因此今日也被稱作E. q. burchellii。由於滅絕的族群後半身條紋稀少，因此長期被認為與斑驢非常接近。 例如，1934年Shortridge曾將這兩者歸為現已廢棄的亞屬Quagga。 如今大多數專家認為，這兩個亞種是漸變群的兩端。
早期研究者曾將不同的平原斑馬亞種視為平原斑馬的成員，但對於哪些物種有效性上存在許多混淆。 斑驢的亞種過去依據條紋圖案的差異被描述，但如今這些差異被認為是同一族群內的個體差異。 有些亞種甚至物種，如E. q. danielli與Hippotigris isabellinus，僅根據異常斑驢標本的插圖（圖像模式標本）來命名。 1980年的一項顱度量學研究似乎證實斑驢與家馬的關聯，但早期的生物形態學研究已被指出存在錯誤。由於早期剝製師在原始頭骨缺失時，偶爾會用驢或馬的頭骨代替，因此對填充標本骨骼的研究可能存在問題。

### 演化
斑驢在化石記錄中代表性較少，且部分化石的鑑定存在不確定性，因為這些化石是在「quagga」一詞仍被用來指稱所有斑馬的時期所收集的。 來自阿爾及利亞的毛里塔尼亞馬化石頭骨曾被認為與斑驢及平原斑馬有關，但因標本損毀嚴重，難以做出明確判斷。
斑驢是第一種被分析DNA的滅絕動物，1984年的研究開啟了古DNA分析的領域。研究結果確認斑驢與斑馬的親緣關係較接近，而非與馬類， 並指出斑驢與山斑馬在約300萬至400萬年前擁有共同祖先。 隔年發表的免疫學研究亦發現斑驢與平原斑馬的親緣關係最為接近。 1987年的研究指出斑驢的粒線體DNA分化速率約為每百萬年2%，與其他哺乳動物相當，並再次確認其與平原斑馬的密切關係。
後續的形態學研究則提出不同見解。1999年的顱骨測量分析發現，斑驢與平原斑馬之間的差異程度，與平原斑馬和山斑馬之間的差異相當。 2004年對皮毛與頭骨的研究則主張斑驢並非獨立物種，而是平原斑馬的亞種。 不過，許多學者仍將平原斑馬與斑驢視為獨立物種。
2005年發表的一項基因研究確認斑驢為平原斑馬的亞種。研究顯示斑驢遺傳多樣性低，並於更新世期間距今約12萬至29萬年前（即倒數第二次冰期盛期）與其他平原斑馬亞種分化。其獨特毛色圖案可能是因地理隔離及／或適應乾燥環境而快速演化形成。此外，平原斑馬亞種在向南分布時，條紋通常越少，斑驢為分布最南端的亞種。同期，非洲其他大型有蹄類動物也因氣候變遷而分化出不同物種與亞種。 以下為根據2005年分析結果繪製的簡化支序圖（部分分類群共享單倍型，無法區分）：
|  | \| \| 斑驢 (E. q. quagga) \| \| \| \| \| \| 布氏斑馬 (E. q. antiquorum)-查普曼斑馬 (E. q. chapmani) \| \| \| \| |
|  | |
|  | 格蘭特斑馬 (E. q. boehmi)                                                                                                 |
|  | |
|  | 斑驢 (E. q. quagga) |
|  | |
|  | 布氏斑馬 (E. q. antiquorum)-查普曼斑馬 (E. q. chapmani)                                                                   |
|  | |

|  | 斑驢 (E. q. quagga)                                     |
|  |                                                         |
|  | 布氏斑馬 (E. q. antiquorum)-查普曼斑馬 (E. q. chapmani) |
|  |                                                         |

|  | \| \| 斑驢 (E. q. quagga) \| \| \| \| \| \| 布氏斑馬 (E. q. antiquorum)-查普曼斑馬 (E. q. chapmani) \| \| \| \| |
|  | |
|  | 格蘭特斑馬 (E. q. boehmi)                                                                                                 |
|  | |
|  | 斑驢 (E. q. quagga) |
|  | |
|  | 布氏斑馬 (E. q. antiquorum)-查普曼斑馬 (E. q. chapmani)                                                                   |
|  | |

|  | 斑驢 (E. q. quagga)                                     |
|  |                                                         |
|  | 布氏斑馬 (E. q. antiquorum)-查普曼斑馬 (E. q. chapmani) |
|  |                                                         |

|  | \| \| 斑驢 (E. q. quagga) \| \| \| \| \| \| 布氏斑馬 (E. q. antiquorum)-查普曼斑馬 (E. q. chapmani) \| \| \| \| |
|  | |
|  | 格蘭特斑馬 (E. q. boehmi)                                                                                                 |
|  | |
|  | 斑驢 (E. q. quagga) |
|  | |
|  | 布氏斑馬 (E. q. antiquorum)-查普曼斑馬 (E. q. chapmani)                                                                   |
|  | |

|  | 斑驢 (E. q. quagga)                                     |
|  |                                                         |
|  | 布氏斑馬 (E. q. antiquorum)-查普曼斑馬 (E. q. chapmani) |
|  |                                                         |

|  | \| \| 斑驢 (E. q. quagga) \| \| \| \| \| \| 布氏斑馬 (E. q. antiquorum)-查普曼斑馬 (E. q. chapmani) \| \| \| \| |
|  | |
|  | 格蘭特斑馬 (E. q. boehmi)                                                                                                 |
|  | |
|  | 斑驢 (E. q. quagga) |
|  | |
|  | 布氏斑馬 (E. q. antiquorum)-查普曼斑馬 (E. q. chapmani)                                                                   |
|  | |

|  | 斑驢 (E. q. quagga)                                     |
|  |                                                         |
|  | 布氏斑馬 (E. q. antiquorum)-查普曼斑馬 (E. q. chapmani) |
|  |                                                         |

2018年針對平原斑馬族群的基因研究進一步確認，斑驢屬於平原斑馬物種。研究未發現南方斑馬族群（包括斑驢）之間存在足以支持亞種分化的形態差異。結果顯示，現代平原斑馬族群可能起源於南部非洲，而斑驢與鄰近族群的基因差異小於它們與位於烏干達東北部最北端現生族群的差異。研究反而支持平原斑馬在南北方向上呈現遺傳連續分布，其中烏干達族群的差異最大，而來自納米比亞的斑馬在基因上與斑驢最為接近。

## 描述
斑驢的體長被認為約為257 cm（8英尺5英寸），肩高約125—135 cm（4英尺1英寸—4英尺5英寸）。 根據對皮張的測量，雌性斑驢的體長明顯長於雄性，且身高略高於雄性；而在現存的斑馬中，通常雄性體型較大。 斑驢的毛色花紋在馬科動物中極為獨特：前半身類似斑馬，後半身則更像馬。 頭部與頸部帶有棕白相間的條紋，上半身呈棕色，下腹、尾巴與四肢則為白色。條紋在頭頸部最為明顯，沿身體逐漸淡化，並與背部及體側的紅棕色融合，直至背部消失。斑驢的花紋變異極大，有些個體幾乎無條紋，有些則與已滅絕的南方布氏斑馬族群相似——條紋覆蓋身體大部分區域，僅臀部、四肢與腹部無條紋。 牠背上有一條寬闊的深色背中線，並有棕白相間的直立鬃毛。
目前唯一被拍攝到活體影像的斑驢，是伦敦动物学会動物園內的一匹雌性斑驢。現存已知有五張這匹斑驢的照片，拍攝時間介於1863年至1870年間。 根據照片與書面描述，許多觀察者認為斑驢的條紋是在深色底上的淺色，與其他斑馬不同。德國博物學家萊因霍爾德·勞主張，這其實是一種視覺錯覺，底色實際為乳白色，條紋則是寬而深的顏色。
生活於平原斑馬分布最南端的斑驢，擁有濃密的冬毛，並每年換毛。其頭骨輪廓筆直，齒隙呈內凹形且相對寬大，枕骨狹窄。 與山斑馬不同，斑驢的頸部沒有肉垂。 2004年的形態學研究發現，南方布氏斑馬族群與斑驢的骨骼特徵重疊，難以區分；有些樣本在條紋分布上呈現過渡狀態，而現存布氏斑馬族群亦保有有限條紋。因此推斷，兩者在形態上呈漸變連續。部分保存下來的斑驢與南方布氏斑馬標本極為相似，因為當時未記錄採集地點，致使部分個體身分無法確定。

## 行為與生態
斑驢是分布最南端的平原斑馬，主要生活在奥兰治河以南。牠是草食性動物，棲息範圍限於卡魯地區的草原與乾燥內陸灌叢，該區域位於南非，現今屬於北開普省、東開普省、西開普省及自由邦省的部分地區。 這些地區以獨特的動植物群及高度地方特有種聞名。 報告指出，斑驢會群聚成30至50隻的群體，有時會呈線狀隊形行進。 在法爾河與奧蘭治河之間，斑驢可能與布氏斑馬共域。 不過此說法有爭議，且沒有證據顯示兩者有雜交。 牠的棲息範圍也可能與哈特曼山斑馬有部分重疊。

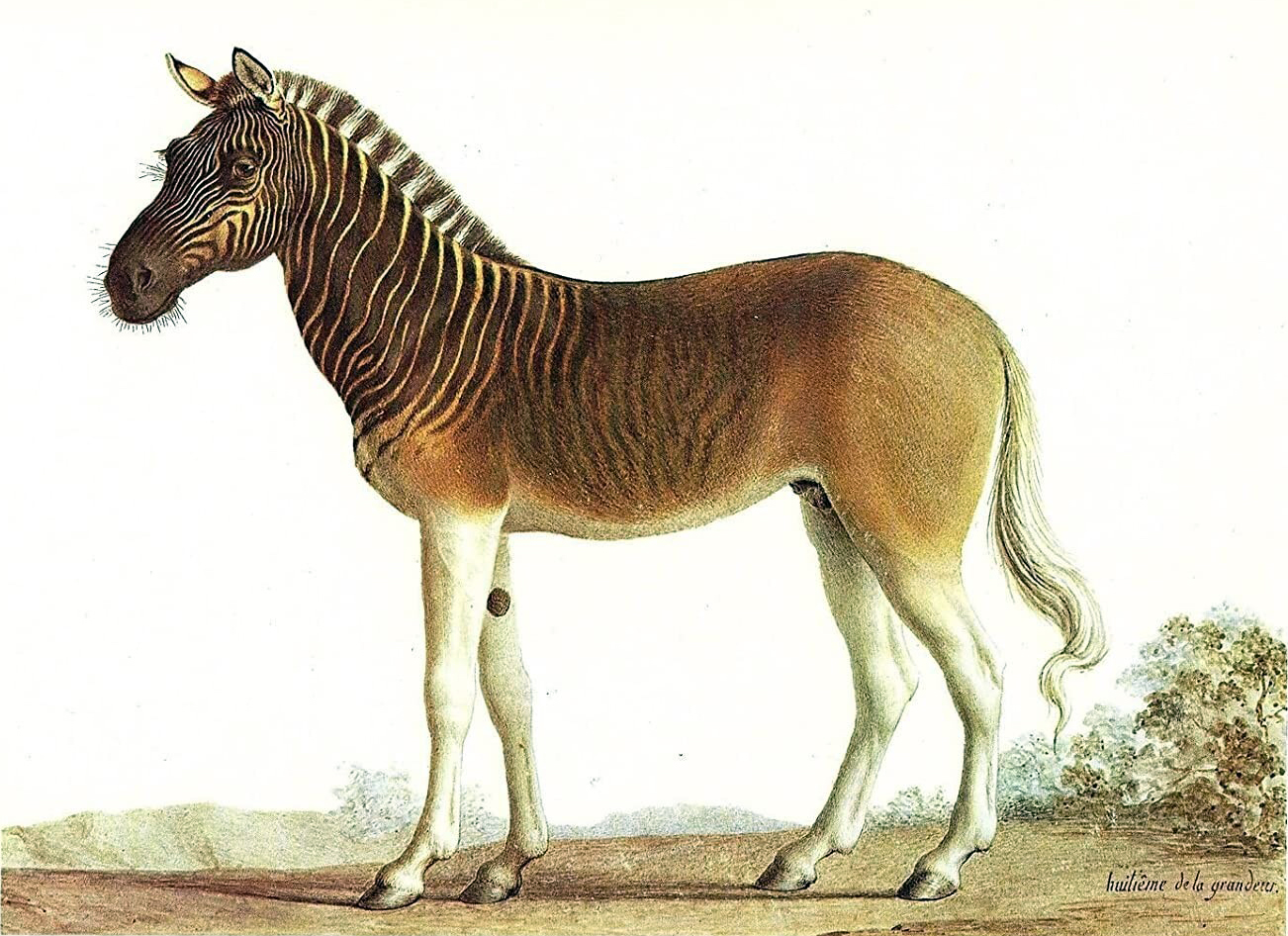
1793年尼古拉·馬雷夏爾（Nicolas Maréchal）繪製的雄駒畫作，描繪路易十六時期凡爾賽宮動物園內的斑驢。

關於斑驢野外的行為所知甚少，且舊有報告中有時無法明確判別指稱的斑馬物種。 唯一明確描述自由邦（Free State）斑驢的來源，是英國軍事工程師兼獵人威廉·康沃利斯·哈里斯。 他於1840年記述道：
斑驢的地理分布似乎不超出瓦爾河以北。該動物過去在殖民地內非常普遍，但隨著文明進步，已逐漸消失，目前只在邊緣地區少量存在。更遠處的炎熱平原，完全由野獸占據，恰可稱為野性自然的領域，那裡斑驢成群結隊無邊無際。儘管從未與牠那較為優雅的親屬混群，牠幾乎總是與白尾角馬和鴕鳥一同出現，尤其偏愛鴕鳥的陪伴。斑驢以尖銳的吠聲叫喊，聲音與其名稱極為相似，當牠們緩慢橫越宛如海洋般的地平線時，長長的斑驢隊列不斷提醒著早期旅行者有另一支商隊正行進中。數百隻成群的斑驢經常從內陸某些荒涼蕭瑟的平原遷移，尋找夏季時各種草本植物長出葉片與花朵，形成一層多彩而鮮豔的綠色地毯。

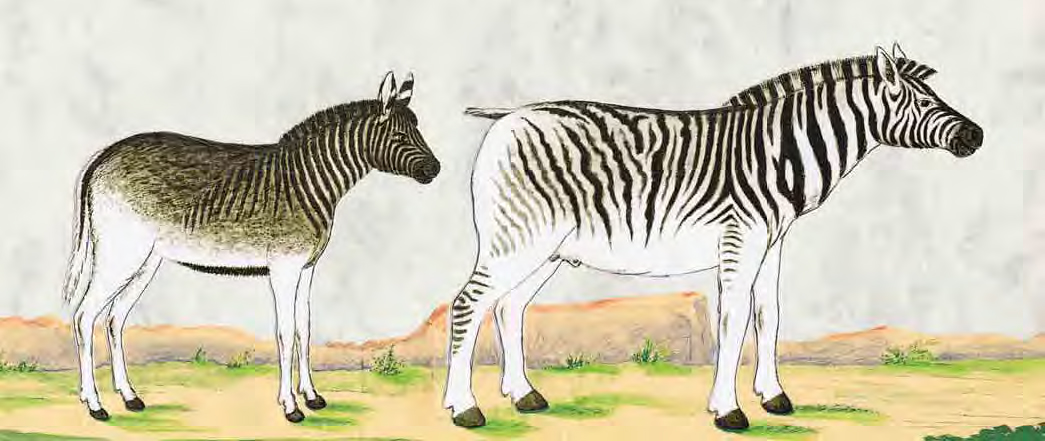
1777年羅伯特·雅各布·戈登（Robert Jacob Gordon）繪製的斑驢幼駒與一隻布氏斑馬成馬雄性標本插畫

斑馬條紋的實際功能一直存在爭論，目前尚不清楚為何斑驢的後半身沒有條紋。一般認為，條紋可能具有保護色功能，使斑馬在群體中較難被掠食者辨識，也能減少叮咬性飛蟲的騷擾（飛蟲較不易被條紋吸引），此外還有多種社交功能被提出。後臀部條紋的差異，可能有助於在混合群體的驚跑中辨識同種成員，使同種或同亞種能彼此跟隨。也有證據顯示斑馬發展條紋是為了體溫調節而降溫，而斑驢因生活在較冷的氣候中，失去了這些條紋，但問題是山斑馬也生活在相似環境卻保有明顯條紋。 2014年的一項研究強烈支持叮咬性飛蟲假說，且斑驢似乎生活在飛蟲較少的區域。
2020年的研究提出，斑驢體型上雌性大於雄性的两性异形，可能與卡魯高原的寒冷與乾旱氣候有關，而這些條件在史前冰河時期更加嚴苛（其他平原斑馬分布於較暖和地區）。孤立、寒冷與乾旱可能影響斑驢的演化，包括毛色及體型性別二形性。由於平原斑馬的雌性多數時間懷孕或哺乳，體型較大可視為雌駒的選擇優勢，因為食物稀少時可有較多的能量儲備。性別二形性及毛色也可能因隔離而透過遗传漂变演化，但這些因素並非互斥，可能共同作用。

## 與人類的關係
斑驢已在歸於非洲南部桑人的石洞壁画中被辨識出來。
由於斑驢容易被發現與獵殺，早期的荷蘭殖民者及後來的阿非利卡人曾獵捕牠們，以提供肉食或利用其皮毛。皮毛亦曾被交易或開採。斑驢可能因其分布區域狹窄而較易瀕臨絕種。當地農民曾利用斑驢來守護家畜，因為斑驢很可能會攻擊入侵者。據說斑驢性格活躍且神經質，尤以雄駒為甚。牠們曾被帶往歐洲動物園，倫敦動物園嘗試人工繁殖，但因一隻孤獨雄駒失控撞牆自殺而被迫停止。另一方面，歐洲動物園中圈養的斑驢據稱較布氏斑馬溫馴且性格較柔和。有報告指出，一隻圈養斑驢活了21年4個月，死於1872年。
斑驢長期被認為是較適合馴化的斑馬品種，因其被視為斑馬中最溫馴者。南非的荷蘭殖民者曾考慮此可能性，因當時引進的工作馬在極端氣候中表現不佳，且常受令人生畏的非洲馬瘟侵害。1843年，英國博物學家查爾斯·漢密爾頓·史密斯曾寫道，斑驢「毫無疑問是最適合馴養的，不論是力量還是溫馴度」。有紀錄提及南非曾有馴服或馴養斑驢的案例。19世紀初，倫敦警長曾用兩隻雄駒拉著一輛輕便雙輪馬車。
為了嘗試馴化斑驢，英國貴族喬治·道格拉斯，第16代莫頓伯爵取得一隻雄駒，並與部分擁有阿拉伯馬血統的母馬交配，生下具有背部及腿部條紋的雜種母駒。莫頓伯爵的母馬隨後被出售，並與一隻黑色公馬配種，其後代同樣帶有斑馬條紋。1820年，皇家學會曾發表相關記錄。 雜種母駒的後續情況不詳。此事引發對先父遗传的新見解，英國博物學家查爾斯·達爾文稱之為泛生論。
19世紀末，蘇格蘭動物學家詹姆斯·科薩爾·尤厄特反對這些說法，透過多次雜交實驗證明斑馬條紋可在任何時間以返祖现象的形式出現。
全世界已知有23個斑驢標本被填充並裝架展示，其中包括一隻幼駒、兩隻小馬駒及一個胎兒。此外，還保存有一個裝架的頭頸部、一隻腳、七個完整骨骼以及多種組織樣本。第24個裝架標本曾在德國柯尼斯堡展示，後於第二次世界大戰期間被毀，還有其他骨骼和骨頭標本亦遭遺失。

### 絕種
到1850年代，斑驢已從其大部分分布區消失。最後一個野生族群位於奧蘭治自由邦，於1870年代末遭到根除。 最後一隻已知野生斑驢於1878年死亡。倫敦的標本於1872年死亡，柏林的於1875年死亡。最後一隻圈養斑驢是雌性，於阿姆斯特丹阿提斯皇家动物园飼養，時間從1867年5月9日至1883年8月12日死亡，但其來源與死亡原因不明。當時牠的死亡並未被認為代表其物種滅絕，動物園還要求再送來標本；獵人相信在開普殖民地的內陸「仍然可以找到牠們」。由於當地人習慣用「斑驢」一詞泛指所有斑馬，這可能造成混淆。
斑驢的絕種在1900年簽署的非洲野生動物、鳥類及魚類保護條約中獲得國際承認。最後一個標本曾於1988年出現在荷蘭郵票上。 該標本目前被裝架收藏於位於萊頓的自然生物多樣性中心，並於特定場合展示。
1889年，博物學家亨利·安德森·布萊登寫道：「如此美麗、極具馴養和利用價值，且不久前還曾大量存在的動物，竟被允許從地球上消失，無疑是我們這個時代文明的恥辱。」

### 復育計畫
在發現斑驢與現存平原斑馬關係非常密切後，萊因霍爾德·勞於1987年在南非啟動了斑驢計畫，透過從平原斑馬中選擇後代帶有減少條紋的個體進行人工選育，旨在創造出外貌類似斑驢的斑馬族群，最終目標是將其引入斑驢原本的分布區。為了區別真正的斑驢和計畫中培育出的斑馬，他們稱這些斑馬為「勞斑驢」。創始族群包含19隻來自納米比亞和南非的個體，這些個體後半身和腿部條紋較少。該計畫的第一隻幼駒於1988年出生。一旦培育出足夠像斑驢的族群，計畫參與者打算將其釋放至西開普省。
引入這些類斑驢的斑馬可能成為一項綜合復育計畫的一部分，該計畫同時進行消除外來樹種等工作。斑驢、牛羚和鴕鳥屬在歷史時期曾共存且相互有益，牠們可在需要放牧維護原生植被的區域共同生活。2006年初，該計畫中第三、四代後代的外觀已與斑驢的描繪和保存標本非常相似。這種人工選育方法稱為「回育」。該做法存在爭議，因為培育出的斑馬僅在外觀上類似斑驢，基因組成卻不同。利用回收DNA進行克隆的技術尚未發展成熟。

## 另見
- 全新世滅絕事件